# The Martyrdom of Philip Strong
The Martyrdom of Philip Strong è un film muto del 1916 diretto da Richard Ridgely. La sceneggiatura si basa sui romanzi di Charles Monroe Sheldon The Crucifixion of Philip Strong (pubblicato a Chicago nel 1894) e In His Steps: "What Would Jesus Do? (pubblicato a New York nel 1896).

## Trama
Il pastore Philip Strong si rende conto che, per tutta la vita, ha predicato precetti che non ha mai messo veramente in atto. Abbandona quindi le sue ambizioni mondane, si disfa dei suoi beni materiali dedicandosi con tutto sé stesso agli oppressi. La moglie Sarah, rifiutandosi di crescere la loro figlia in quei luoghi squallidi dove ormai Philip passa il suo tempo, lo lascia. Nei bassifondi, la dedizione del pastore porta a delle consistenti migliorie delle condizioni di vita dei poveri abitanti del posto, tanto da richiamare su di lui l'attenzione di alcuni speculatori milionari che non trovano di meglio che screditarlo di fronte all'opinione pubblica, imputandogli una relazione colpevole con Loreen, una ex prostituta. La calunnia si dimostra falsa e Sarah decide di ritornare dal marito. Ma, Philip, ormai sfibrato e senza più forze, muore.

## Produzione
Il film fu prodotto dalla Thomas A. Edison.

## Distribuzione
Il copyright del film, richiesto dalla Paramount Pictures Corp., fu registrato il 18 novembre 1916 con il numero LP9553. Distribuito dalla Paramount, uscì nelle sale cinematografiche statunitensi il 30 novembre 1916.
Non si conoscono copie ancora esistenti della pellicola che viene considerata presumibilmente perduta.